# Чуваши Татарстана
Чуваши Татарстана — представители чувашского народа, исторически проживающие на правобережье Волги, левобережье Камы и на территории южных и юго-восточных районов Республики Татарстан.
В документах Русского государства, начиная со второй половины XVI века и вплоть до XVIII века,  чуваши («чюваша» и «ясачная чюваша»)  в большом количестве фиксировались  также в Приказанье и Заказанье.

## Численность
Численность — 126 532 (2002). За 1989—2002 годы она уменьшилась на 5,8 %. В республике 19 городов, более 20 посёлков городского типа и 43 административных сельских района. Чуваши компактно проживают в Нурлатском (15 771 чел.), Аксубаевском (14 636), Дрожжановском (12 312), Буинском (10 293), Тетюшском (6 155), Алькеевском (4 903), Черемшанском (4 888), Альметьевском (2 599), Бавлинском (2 592), Апастовском (1 776) и Зеленодольском (1 625 чел.) районах.

## Языки
Чуваши Татарстана, как правило, владеют тремя языками: кроме чувашского (родной язык около 87% чувашей Татарстана), для межэтнического общения используют русский и татарский языки (по данным переписи 2002 года, 25,3 тыс. чувашей владели татарским). Также стоит отметить, что местные чувашские говоры испытали влияние татарского языка.

## Расселение
Чувашских деревень в республике насчитывается около 170, среди них:
В Аксубаевском районе :
Старые Савруши, Новое Аксубаево, Старая Киреметь, Старое Ильдеряково, Старое Тимошкино, Сунчелеево, Емелькино, Новый Чувашский Адам, Старый Чувашский Адам, Старое Узеево, Савгачево
В Алькеевском районе :
Старая Тумба, Чувашское Бурнаево, Старая Тахтала, Сиктерме, Старая Хурада, Борискино, Нижнее Качеево, Нижнее Колчурино, Аппаково, Старые Матаки, Базарные Матаки, Сушка, Новая Сихтерма, Новая Тахтала, Верхнее Колчурино, Верхнее Качеево, Верхние Матаки, Татарское Шапкино, Тяжбердино, Каракули, Хузангаево, Чувашское Шапкино, Чёрная Речка, Чувашский Брод.
В Альметьевском районе :
Клементейкино, Ерсубайкино, Старое Суркино, Чувашское Сиренькино, Ильтень-Бута
В Буинском районе :
Альшеево, Рунга, Чувашские Кищаки, Большое Шемякино, Бюрганово
В Дрожжановском районе :
Старое Ильмово, Убей, Чувашское Дрожжаное, Городище и Матаки
В Нурлатском районе :
Аксумла, Егоркино, Якушкино, Салдакаево, Илюткино, Абрыськино, Ерепкино, Елаур,  Караульная гора, Чувашская Менча, Средняя Камышла, Малая Камышла, Старое Иглайкино, Березовка, Осиновка, Клиновка, Красномайский, Красный Октябрь,  Нижние Челны, Вишневая Поляна, Абляськино, Андреевка, Биляр Озеро, Новая Тумба, Тимерлик, Тюрнясево, Турнояс,Мамыково, Михайловка, Октябрина, Петровский, Посёлок имени III Съезда, Русская Менча, Русское Богдашкино, Сосновка, Стекольный, Юган,
В Тетюшском районе :
Кошки-Новотимбаево, Богдашкино, Иоково, Тоншерма, Верхние Тарханы, Чувашское Черепаново
В Черемшанском районе :
Ивашкино, Ульяновка, Новое Ильмово, Лагерка, Старое Серёжкино
в Чистопольском районе :
Чувашский Елган и Нижняя Кондрата
А в 137 селениях чуваши проживают совместно с русскими, татарами, а также мордвой. Значительное количество чувашей проживают в городах Казань (12 457 чел.), Набережные Челны (12 593 чел.), Нижнекамск (5780), Нурлат (4653), Бугульма (2112), Буинск (1823), Чистополь (1399), Тетюши (1226) и Зеленодольск (1197), Билярск.
Действуют чувашские автономии: Чувашская национально-культурная автономия Республики Татарстан (Казань), Чувашский общественно-культурный центр имени П. П. Хузангая (Казань), Тетюшский чувашский национально-культурный центр Республики Татарстан (Тетюши), Чувашский национальный центр (Бавлы), Чувашская национально-культурная община (Набережные Челны), Чувашский общественно-культурный центр (Нижнекамск), Чувашский общественно-культурный центр (Нурлат) Чувашский национально-культурный центр Аксубаевского района (с. Новое Аксубаево). Издаются газеты на чувашском языке.
Некоторые официальные районные газеты дублируются на чувашском («Байрак», «Дуслык»).
Доля чувашей в населении республики по результатам переписей:
| 1926, % | 1939, % | 1959, % | 1970, % | 1979, % | 1989, % | 2002, % | 2010, % |
| ------- | ------- | ------- | ------- | ------- | ------- | ------- | ------- |
| 4,9     | 4,8     | 5,0     | 4,9     | 4,3     | 3,7     | 3,3     | 3,1     |

Аксубаевский район является единственным районом республики, относительным большинством в котором не являются ни русские, ни татары. Доля чувашей в районе составляет 44,0 %. Также чуваши составляют значительную часть населения Дрожжановского р-на — 41,1 %, Нурлатского р-на — 25,3 %, Черемшанского района — 22,8 %, Тетюшского р-на — 20,9 %, Буинского р-на — 19,9 % и Алькеевского р-на — 19,2 %.

## Cм. также
- Приказанские и заказанские чуваши XVI-XVIII веков
- Чувашская диаспора
- Чуваши Башкортостана
- Чуваши Самарской области
- Чуваши Ульяновской области